# Australopithecus anamensis
Australopithecus anamensis este o specie extinctă de hominini care a trăit cu aproximativ 4,2-3,8 milioane de ani în urmă.  Sunt cunoscute aproape o sută de specimene fosile din Kenya și Etiopia, reprezentând peste 20 de indivizi. Este acceptat faptul că A. anamensis este strămoș pentru A. afarensis și a continuat o linie în evoluție. Dovezile fosile determină faptul că Australopithecus anamensis este cea mai timpurie specie de hominin din Bazinul Turkana.

## Descoperire

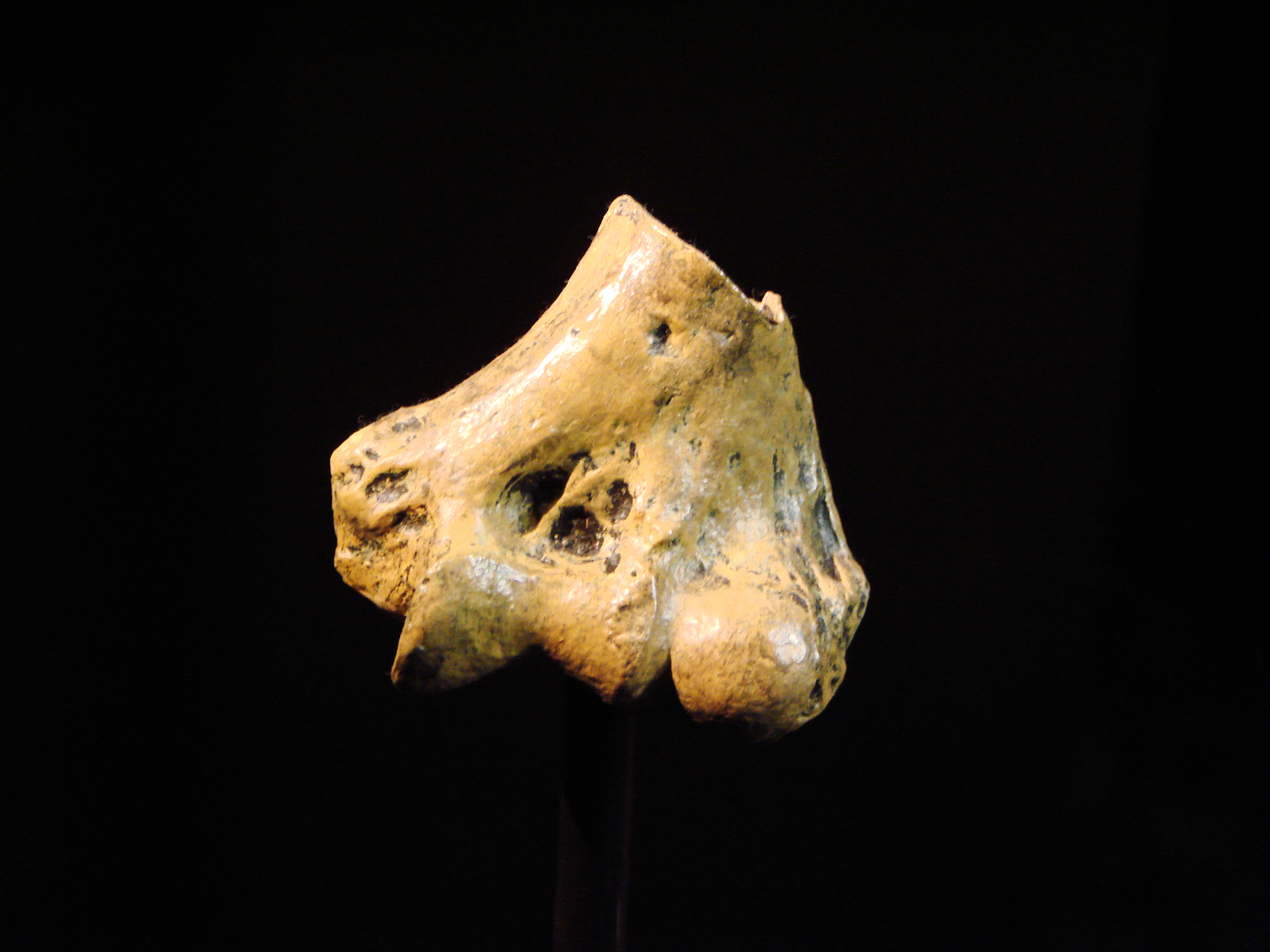
Os de A. anamensis la Universitatea din Zürich

Primul eșantion fosilizat al speciei, deși nu a fost recunoscut ca atare la acea vreme, a fost un singur fragment de humerus (osul brațului) găsit în straturile Pliocenului în regiunea Kanapoi de către o echipă de cercetare a Universității Harvard în 1965.Prima lucrare a lui Bryan Patterson și William W. Howells a fost publicată în revista Science în 1967; analiza lor inițială a sugerat un specimen Australopithecus și o vârstă de 2,5 milioane de ani. Patterson și colegii lor au revizuit ulterior estimarea vârstei specimenului la 4,0-4,5 milioane de ani pe baza datelor de corelație faunală.
În 1994, paleoantropologul kenian, originar din Londra, Meave Leakey și arheologul Alan Walker, au săpat situl golfului Allia și au descoperit câteva fragmente suplimentare de hominid, inclusiv un os complet al maxilarului inferior, care seamănă îndeaproape cu cel al unui cimpanzeu comun (Pan troglodytes), dar ai cărui dinți seamănă mai mult cu cei ai unui om. Pe baza dovezilor postcraniene limitate disponibile, A. anamensis pare să fi avut în mod obișnuit o poziție bipedă, deși a păstrat unele caracteristici primitive ale membrelor superioare.
În 1995, Meave Leakey și asociații ei, au observat diferențele dintre Australopithecus afarensis și noile descoperiri, asignându-le unei noi specii, A. anamensis, de la cuvântul turkan anam, care înseamnă „lac”.  Leakey a stabilit că această specie era independentă de multe altele. Deși echipa de săpături nu a găsit șold, picior sau labe de picior, Meave Leakey consideră că Australopithecus anamensis a urcat adesea în copaci. Cățăratul în copaci a fost unul dintre comportamentele păstrate de homininii timpurii până la apariția primei specii Homo acum aproximativ 3 milioane de ani. A. anamensis are în comun multe trăsături cu Australopithecus afarensis și poate fi predecesorul său direct. Înregistrările fosile pentru A. anamensis au fost datate la o vechime de 4,2-3,9 milioane de ani, cu descoperiri recente din secvențe stratigrafice datând acum aproximativ 4,1-4,2 milioane de ani. Au fost găsite specimene între două straturi de cenușă vulcanică, datate la 4,17 și 4,12 milioane de ani, perioadă care coincide cu apariția lui  A. afarensis în registrul fosil.

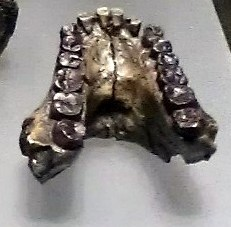
Mandibulă de Australopithecus anamensis.

Fosilele (douăzeci și unu în total) includ maxilare superioare și inferioare, fragmente craniene și părțile superioare și inferioare ale unui os al piciorului (tibia). Pe lângă aceasta, fragmentul menționat anterior de humerus găsit acum treizeci de ani în același sit de la Kanapoi a fost acum atribuit acestei specii.
În 2006, o nouă descoperire a lui A. anamensis a fost anunțată oficial, extinzând perimetrul A. anamensis în nord-estul Etiopiei. Mai exact, un sit cunoscut sub numele de Asa Issie a furnizat 30 fosile A. anamensis. Aceste noi fosile, prelevate dintr-un context împădurit, includ cel mai mare dinte canin hominid recuperat și cel mai timpuriu femur Australopithecus. Descoperirea, aflată într-o zonă cunoscută sub numele de Middle Awash, unde s-au găsit alte descoperiri moderne de Australopithecus și la doar 9,7 km distanță de situl unde a fost descoperit Ardipithecus ramidus, cea mai modernă specie de Ardipithecus descoperită. Ardipithecus a fost un hominid mai primitiv, considerat următorul pas cunoscut sub umbrela Australopithecus în arborele evoluției. A. anamensis a fost datat la o vechime de  4,2 milioane de ani, Ar. ramidus la 4,4 milioane de ani.
În august 2019, oamenii de știință au anunțat descoperirea unui craniu aproape intact, pentru prima dată și datat la o vechime de 3,8 milioane de ani, de A. anamensis în Etiopia.

## Mediu și dietă
Australopithecus anamensis a fost descoperit în Kenya, în special în Golful Allia, Turkana de Est. Prin analiza datelor de izotopi stabili, se crede că mediul lor era mai apropiat de regiunea păduroasă din jurul Lacului Turkana. Cea mai mare densitate de păduri din Golful Allia a fost de-a lungul vechiului râu Omo. Se crede că exista o zonă de savană în marginea bazinului sau în zonele mai înalte. În mod similar, în Golful Allia, se sugerează că mediul era mult mai umed decât în prezent.
Studiile privind analiza dentară a Australopithecus anamensis arată un model de molari cu striații lungi. Acest model este similar cu analiza molarilor gorilelor; ceea ce sugerează că Australopithecus anamensis a avut o dietă similară cu cea a gorilei moderne. Acest model a fost găsit consecvent la toate fosilele molare de Australopithecus anamensis.